# FNSS PARS
El Pars (en turco, Leopardo de Anatolia ) es un Transporte Blindado de Personal Anfibio en versiones 6X6 y 8X8, producido por FNSS - FMC-Nurol Defense Systems de Turquía. El Pars 6X6 fue propuesto para el Ejército de Turquía y en el 2008 la versión 8X8 fue propuesta para el Ejército de Malasia compitiendo frente a los modelos rivales como el suizo Piranha IIIC y el Patria finlandés, y en el 2010 FNSS Savunma Sistemleri Inc. envió una carta expresando la intención de que 257 Pars 8X8 fueran ensamblados localmente en Malasia[cita requerida].
El Pars 8x8 también fue evaluado por los Emiratos Árabes Unidos en una serie de pruebas en el desierto en el 2008 y otra en 2010,  completando 11000 km en recorridos y pruebas de tiro igualmente, superando las pruebas satisfactoriamente[cita requerida].

## Operadores

### Actuales
- Turquía

El Ejército turco solicitó más de 1000 Pars en diferentes configuraciones y 50 Pars anfibios para la Infantería de Marina.
- Malasia

El gobierno de Malasia ha pedido 257 Pars para el Ejército de Malasia que serán producidos localmente entre los años 2012-2015. El primer prototipo llegó en el 2011.

### Futuros
- Emiratos Árabes Unidos

Solo para pruebas en dos oportunidades entre los años 2008 y 2010.

### Vehículos similares
- Pandur II
- ASLAV
- Boxer MRAV
- LAV-25 LAV III AVGP
- MOWAG Piranha
- VBCI
- / Nurol Ejder
- VBM Freccia Centauro B1
- TAB-71 TAB-77 TABC-79 RN-94
- BTR-90
- Rooikat
- BTR-3 BTR-4
- BTR-60 BTR-70 BTR-80
- Stryker M1128 Mobile Gun System